# All Fall Down (Against All Authority)
All Fall Down è un album in studio del gruppo ska-punk statunitense Against All Authority, pubblicato nel 1998.

## Tracce
1. All Fall Down – 2:11
2. 12:00 AM – 2:38
3. Justification – 2:16
4. Keep Trying – 1:47
5. At Our Expense – 2:15
6. Stand in Line – 2:03
7. Toby – 1:16
8. We Don't Need You – 1:33
9. The Mayhem & The Pain – 1:51
10. Louder Than Words – 2:02
11. What the Fuck'd You Expect? – 2:15
12. Daddy's Little Girl – 1:21
13. Sk8 Rock – 1:39
14. Watered Down & Passive – 1:59
15. When The Rain Begins to Fall – 1:50